# USS Galveston (CL-19)
USS Galveston (C-17, PG-31, CL-19) — бронепалубный крейсер типа «Denver» ВМС США времён Первой мировой войны. Это был первый корабль ВМФ, названный в честь города Галвестон, штат Техас. Галвестон был заложен 19 января 1901 года компанией William R. Trigg Company, Ричмонд, Вирджиния. Спущен на воду 23 июля 1903 года, поручителем при ритуале спуска корабля на воду стала мисс Эллой Сили. Крейсер введён в эксплуатацию в Норфолке, штат Вирджиния, 15 февраля 1905 года.

## История службы

### 1905–1918 годы
Галвестон перешёл из Норфолка 10 апреля 1905 года в город Галвестон, штат Техас, где 19 апреля жители дали званый обед. Вернувшись на восточное побережье 3 мая, он 18 июня перешёл из Нью-Йорка в Шербур, Франция, куда прибыл 30 июня и принял участие в церемониях, посвящённых возвращению останков адмирала Джона Пола Джонса в Военно-морскую академию США, прибыв в Аннаполис 22 июля. 
Затем крейсер вместе с USS Dolphin и USS Mayflower был в качестве одного из принимающих кораблей Российско-японской мирной конференции 4–8 августа 1905 года в Ойстер-Бей, Нью-Йорк, Ньюпорт, Род-Айленд и Портсмут, Нью-Гэмпшир в ходе подготовки Портсмутского мирного договора. С 13 августа по 11 сентября 1905 года крейсер выполнял особые обязанности с полномочным министром Холландером в визите Государственного департамента из Норфолка в порты Вест-Индии Санто-Доминго и Порт-о-Пренс, после чего следовала подготовка к дипломатической службе в Норфолке и Нью-Йорке. 
Галвестон вышел 28 декабря 1905 года из Томпкинсвилля, штат Нью-Йорк,для службы в Средиземном море с Европейской эскадрой. 28 марта 1906 года он взял курс из Порт-Саида, чтобы присоединиться к флоту в Кавите на Филиппинах для службы на Азиатской станции. Он участвовал в приёме флота для военного министра Уильяма Х. Тафта в Маниле 13 октября 1906 года и служил следующий месяц в его почётном эскортом по пути во Владивосток, Сибирь. 
Следующие годы Галвестон провёл в дальних плаваниях в порты Филиппин, Китая и Японии. Он прибыл в Сан-Франциско, штат Калифорния, с Филиппин 17 февраля 1910 года. Был выведен из эксплуатации на военно-морской верфи Пьюджет-Саунд 21 февраля для ремонта. Вновь введён в строй 29 июня 1912 года и совершил учебный поход на Аляску. Он покинул военно-морскую верфь Пьюджет-Саунд 19 сентября 1913 года, зайдя в Сан-Франциско, на Гаваи и Гуам по пути в Кавите, где 2 ноября присоединился к Азиатскому флоту. 
Рейс на Азиатскую станцию был в основном связан с конвоированием кораблей снабжения и войсковых транспортов, перевозивших морских пехотинцев и другие гарнизонные силы и запасы между Филиппинами и портами Японии и Китая для защиты жизни, имущества и интересов американцев. Ненадолго участвовал в речном патруле Янцзы с той же целью. Он также совершил один рейс с конвоем с Филиппин на британский Северный Борнео и два рейса на Гуам на Марианских островах. Он прибыл в Сан-Диего с Азиатской станции 10 января 1918 года и прошёл через Панамский канал 23 января, сопровождая британский лайнер Athenic, действовавший как военный транспорт, из Кристобаля, в зоне канала, в Норфолк и далее в Нью-Йорк, куда прибыл 11 февраля 1918 года. 

### Первая мировая война, 1918 год
Галвестон был назначен во 2-ю эскадру крейсеров Атлантического флота для сопровождения конвоев одновременно с обучением экипажей Вооруженной гвардии флота USNAG. После того, как один конвой прошёл в плохую погоду из Томпкинсвилля в Галифакс, Новая Шотландия, он в основном использовался в неоднократных рейсах сопровождения конвоев между Нью-Йорком и Норфолком. 22 сентября 1918 года он покинул Томпкинсвилл с конвоем из 19 кораблей, направлявшимся в Понта-Делгада, Азорские острова. Утром 30 сентября отставшее судно конвоя было атаковано немецкой подводной лодкой U-152. Грузовое судно «Ticonderoga» было обстреляно и потоплено, в результате чего погибло 213 человек. Предупреждённый вспышкой взрыва справа крейсер направился к месту атаки и открыл огонь по подводной лодке. В ходе 2-часового боя подводная лодка ускользнула, но оставшиеся корабли конвоя были благополучно доставлены в Понта-Делгаду 4 октября 1918 года. Галвестон вернулся в Норфолк 20 октября 1918 года, чтобы возобновить сопровождение прибрежных конвоев вплоть до перемирия. 

### 1919–1923 годы
Он прибыл в Плимут, Англия, 26 марта 1919 года. Перевёз контингент британо-американских войск из Харвича в Мурманск в России, в ходе интервенции союзников в Гражданскую войну в России. 
Затем крейсер служил флагманом 3-й эскадры патруля в водах Западной Европы. Он был в основном занят перемещением призовых экипажей и репатриацией экипажей немецких кораблей.  
С 22 июня 1919 года он стал флагманом на станции в Константинополе в Турции. Он прибыл 14 июля 1919 года и поднял флаг контр-адмирала Марка Л. Бристоля. Перевозил беженцев и представителей американского Красного Креста в Константинополь из российских портов Новороссийска в ходе Новороссийской эвакуации ВСЮР и из Феодосии. Перевёз контр-адмирала Ньютона А. Маккалли из Феодосии в Ялту. 15 июля 1920 года крейсер «Chattanooga» сменил его в качестве корабля флагмана в Константинополе. 
С первоначальным присвоением классификационных обозначений и номеров кораблям ВМС США в 1920 году «Галвестон» получил номер PG-31. Затем он через Суэцкий канал и Карибские порты вернулся домой, достигнув Бостона 17 сентября 1920 года, где вошёл в эскадру специальной службы, охраняющей интересы Америки в водах, простирающихся от Панамского канала и на юг по западному побережью центрально-американских стран до Коринто, Никарагуа. 8 августа 1921 года был переклассифицирован в CL-19. Он также периодически патрулировал Мексиканский залив с  заходами в порты Флориды, Техаса, Алабамы и Луизианы. Кульминацией окончания этой службы стало посещение крейсером его города-шефа в Техасе, куда он прибыл из Панамы 26 августа 1923 года, чтобы представлять военно-морской флот на съезде ветеранской организации Американский легион. Затем он отправился на военно-морскую верфь Чарльстона, где и был списан 30 ноября 1923 года.

### 1924–1930 годы
Галвестон был повторно введён в строй 5 февраля 1924 года для службы в эскадре специальной службы. Она базировалась на Кристобаль и Бальбоа в Панаме. Участвовал в серии патрулей, проводившихся у берегов Гондураса, Кубы и Никарагуа. 27 августа 1926 года он прибыл в Блюфилдс в Никарагуа, высадив отряд из 195 человек по просьбе американского консула для защиты американских интересов во время революционного восстания. После этого большую часть своего времени он провёл, курсируя между этим портом и Бальбоа, по заданиям Государственного департамента по восстановлению и сохранению порядка, а также для защиты жизни и имущества американцев в Центральной Америке. 
После путешествия на север осенью 1929 года для капитального ремонта на бостонской военно-морской верфи Галвестон снова посетил свой город-тёзку с 26 по 29 октября для празднования Дня военно-морского флота США, затем зашёл на Кубу по пути на Гаити, где погрузил морских пехотинцев для транспортировки к Панамскому каналу. Он возобновил свои патрульные рейсы между Бальбоа и Коринто. Выйдя 19 мая 1930 года он пересёк Панамский канал с последним визитом вежливости в Галвестон 24–31 мая 1930 года. 

### Вывод из эксплуатации
Он был списан на военно-морской верфи в Филадельфии 2 сентября 1930 года. Исключён из списков ВМФ 1 ноября 1930 года и продан на лом 13 сентября 1933 года компании Northern Metal Company в Филадельфии. 